# Annali del Connacht
Gli Annali del Connacht, che vanno dal 1224 al 1544, vengono da un manoscritto compilato nel XV o XVI secolo almeno da tre diverse persone, forse membri del clan Ó Duibhgeannáin. 
La prima sezione, che va dalla morte di re Cathal Crobdearg Ua Conchobair del Connacht, è eccezionalmente dettagliata e fornisce un buon resoconto degli eventi che interessarono il Connacht nel XIII secolo e agli inizi del XIV, soprattutto per le famiglie degli Ó Conchobhair e dei Burke. I resoconti diventano via via più saltuari e frammentari, soprattutto per il XVI secolo. Nonostante ciò l'opera è un documento di grande valore. Aveva senza dubbio una fonte comune agli Annali di Clonmacnoise, o forse una è la parziale copia dell'altra.